# Kazuyoshi Saito 20th Anniversary Live1993-2013“20＜ 21”～これからもヨロチクビ～at 神戸ワールド記念ホール2013.8.25
『Kazuyoshi Saito 20th Anniversary Live1993-2013“20＜ 21”～これからもヨロチクビ～at 神戸ワールド記念ホール2013.8.25』（カズヨシ・サイトウ・トゥエンティース・アニバーサリー・ライブ1993-2013“20＜ 21”～これからもヨロチクビ～アットこうべワールドきねんホール）は斉藤和義の6枚目のライブ・アルバム。
2013年12月25日発売。発売元はSPEEDSTAR RECORDS。規格品番：VICL-64323/5（ブックケース仕様・別冊フォトブック封入初回盤はVICL-64320/2）。

## 解説
2013年8月25日、斉藤のデビュー20周年当日神戸ワールド記念ホールで開催された「Kazuyoshi Saito 20th Anniversary Live1993-2013“20＜ 21”～これからもヨロチクビ～at 神戸ワールド記念ホール」公演の模様を録音したCD3枚組全30曲入りのライブ・アルバム。初回限定盤はブックケース仕様でフォトブック封入。同日に本作の映像作品がDVDとBlu-rayで発売された。

## 収録曲
全曲　作詞・作曲・編曲：斉藤和義
Disc.1
1. ずっと好きだった　（04:29）
2. Hey! Mr. Angry man　（04:18）
3. Are you ready?　（06:28）
4. カーラジオ　（04:32）
5. ワンモアタイム　（05:04）
6. 愛に来て　（04:06）
7. 俺たちのロックンロール　（06:09）
8. 僕の見たビートルズはTVの中　（04:55）
9. 進め なまけもの　（04:29）
10. 空に星が綺麗　（02:32）
11. 郷愁　（05:00）

Disc.2
1. 老人の歌　（07:01）
2. 無意識と意識の間で　（07:29）
3. 月の向こう側　（06:04）
4. 歌うたいのバラッド　（09:27）
5. 何処へ行こう　（04:49）
6. 砂漠に赤い花　（03:37）
7. BAD TIME BLUES　（05:13）
8. やさしくなりたい　（05:15）
9. Hello! Everybody!　（06:16）
10. ロケット　（03:36）
11. ベリー ベリー ストロング ～アイネクライネ～　（07:31）

Disc.3
1. やわらかな日 【ENCORE】　（05:15）
2. アゲハ 【ENCORE】　（04:03）
3. 月光 【ENCORE】　（05:00）
4. 彼女は言った 【ENCORE】　（05:17）
5. 君の顔が好きだ 【ENCORE】　（03:41）
6. Always 【ENCORE】　（05:02）
7. 月影 【ENCORE】　（05:16）
8. 歩いて帰ろう 【ENCORE】　（04:16）